# アレクサンダー太陽ショイビンマー
アレクサンダー太陽ショイビンマー（Alexander Taiyo Scheuwimmer、1979年12月18日 - ) は、オーストリアの弁護士。ウィーンで独立法律事務所TAIYO Legalを創業し、オーストリア法学協会の会長を務める。同氏の苗字、Scheuwimmerは、日本語で、ショイビンマーもしくはショイヴィンマーと記載される。

## 来歴・人物
ショイビンマーは、オーストリアのウィーン大学にて法律を学び、2005年には、博士号(Dr. iur.)を取得。2007年より、弁護士として活動している。さらに、2010年には、日本の一橋大学にて経営学修士(MBA)を取得。
現在に至るまでの14年間の職業生活のうち数年は、国際企業法を専門に扱う会社であるDLA Piperに勤務した。その後、自身の法律事務所であるTAIYO Legalをオーストリアのウィーンに創業。TAIYO Legalはオーストリア唯一の日本企業へのサービスに特化した法律事務所である。ショイビンマーの専門は、投資ファンド、金融市場監督、金融デリバティブ、担保、不動産そして、ファイナンス。また、ショイビンマーはニーダーエスターライヒ州にある専門大学であるウィーナー・ノイシュタット応用科学大学（独: Fachhochschule Wiener Neustadt）にて法律の授業を受け持つ。
2019年の3月1日からは、オーストリア法学協会の会長として活動している。また、2020年12月11日に行われた総会において、次期の会長として再選された。オーストリア法学協会（ドイツ語: Juristenverband）は、ウィーンに拠点を置き、特にその定期総会と年に一度開催される法律家の舞踏会（ドイツ語: Juristenball）で知られている。法律家の舞踏会は、オーストリアにおいて最も古い舞踏会の一つに数えられる、法律家による伝統の舞踏会である。舞踏会の会場は、ウィーンのホーフブルク宮殿で、舞踏会は約200年の歴史を誇る。

## 出版・著書
- 「THE BANKING REGULATION REVIEW：オーストリアの法律上の見解」 ：Law Business Research 2014年
- 「キャッシュ・プーリング・リファンドにおける、民事最高裁判所の判決に対する論評」：BANK ARCHIV 2019年10月
- 「ISDA Collateral Opinion：オーストリアの法律上の見解」： ISDA 2012年、2013年、2014年
- 「Kampf gegen Marktmanipulation 2.5」 ：Wirtschaftsblatt 2015年3月
- 「Neue Spezies im Fondstaxonomiedschungel」 ：Börse Express; foonds 2015年6月
- 「Eltifs Ante Portas: Eine neue Fondskategorie geht an den Start」： Institutional Money 2015年6月
- 「Beipackzettel für Alle(s)」 ：Wiener Zeitung 2015年6月
- 「Anders aber nicht neu」：Börsen-Kurier 2015年8月
- 「Willkommen unter Vorbehalten」：Wiener Zeitung 2016年11月
- 「Neue Regeln für riskante Spekulationen」：Die Presse 2016年11月
- 「Kurze Verjährungsfrist für Rückforderung zu Unrecht gezogener Garantiebeträge」：ecolex 2017年

## TAIYO Legal
独立法律事務所 TAIYO Legalは、オーストリアにおいて最初で、そして現在唯一の、日本企業や日本人へのサービスに特化した法律事務所である。2017年の12月にオーストリアのウィーンに開業、事務所を構える。同事務所は、銀行法・金融法に特化した企業法全般に関するアドバイスを行う一方で、東アジアと中欧を中心にサービスを手掛けている。
オーストリア、日本、中国における直の経験を通じた異文化間理解を基に、銀行法・金融法等の様々な分野で、ヨーロッパのみならず、日本、中国の金融サービスプロバイダーにアドバイスを行うことを目的とする。また、オーストリアの日中企業の中欧進出の手助けを、そして欧州企業への日中のビジネスパートナーとの提携についての手助けをすることを目的とする。
その他の専門として不動産法（オーストリアでは、外国人に対し、様々な制限がある）、 法人法（支店や子会社の設立）、移民法（在留許可の申請）、商法と訴訟へのアドバイスを行っている。

## TAIYO Legalの受賞歴
- 「Law Award」：ACQ5 2017年、2018年
- 「Deal Maker Award」：Finance Monthly Magazine 2019年
- 「Global Award」：Finance Monthly Magazine 2018年
- 「Legal Award」：Finance Monthly Magazine 2018年、2019年
- 「Fintech Award」：Finance Monthly Magazine 2018年、2019年
- 「Legal Award」：Lawyer Monthly Magazine 2017年、2019年
- 「Global Finance Awards」：Corporate LiveWire 2018年、2019年